# 格雷克利夫 (蒙大拿州)
格雷克利夫（英語：Greycliff）是位於美國蒙大拿州斯威特格拉斯縣的普查規定居民點。

## 歷史
格雷克利夫的郵局自1885年營運至今。

## 人口
根據2020年美國人口普查的數據，格雷克利夫的面積為1.32平方千米，皆為陸地。當地共有人口89人，而人口密度為每平方千米67.42人。